# 藍染

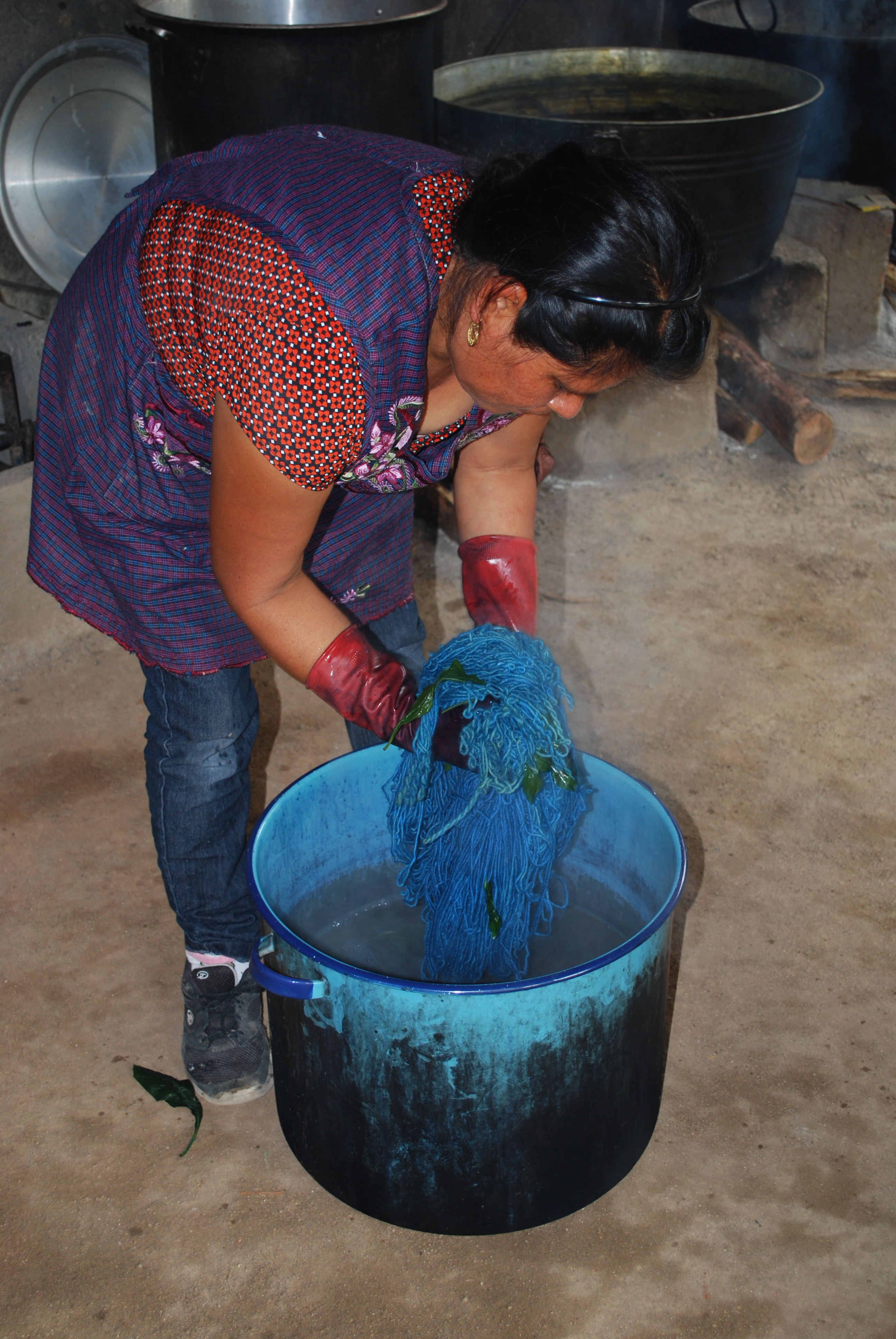
藍染布料染色工序之一

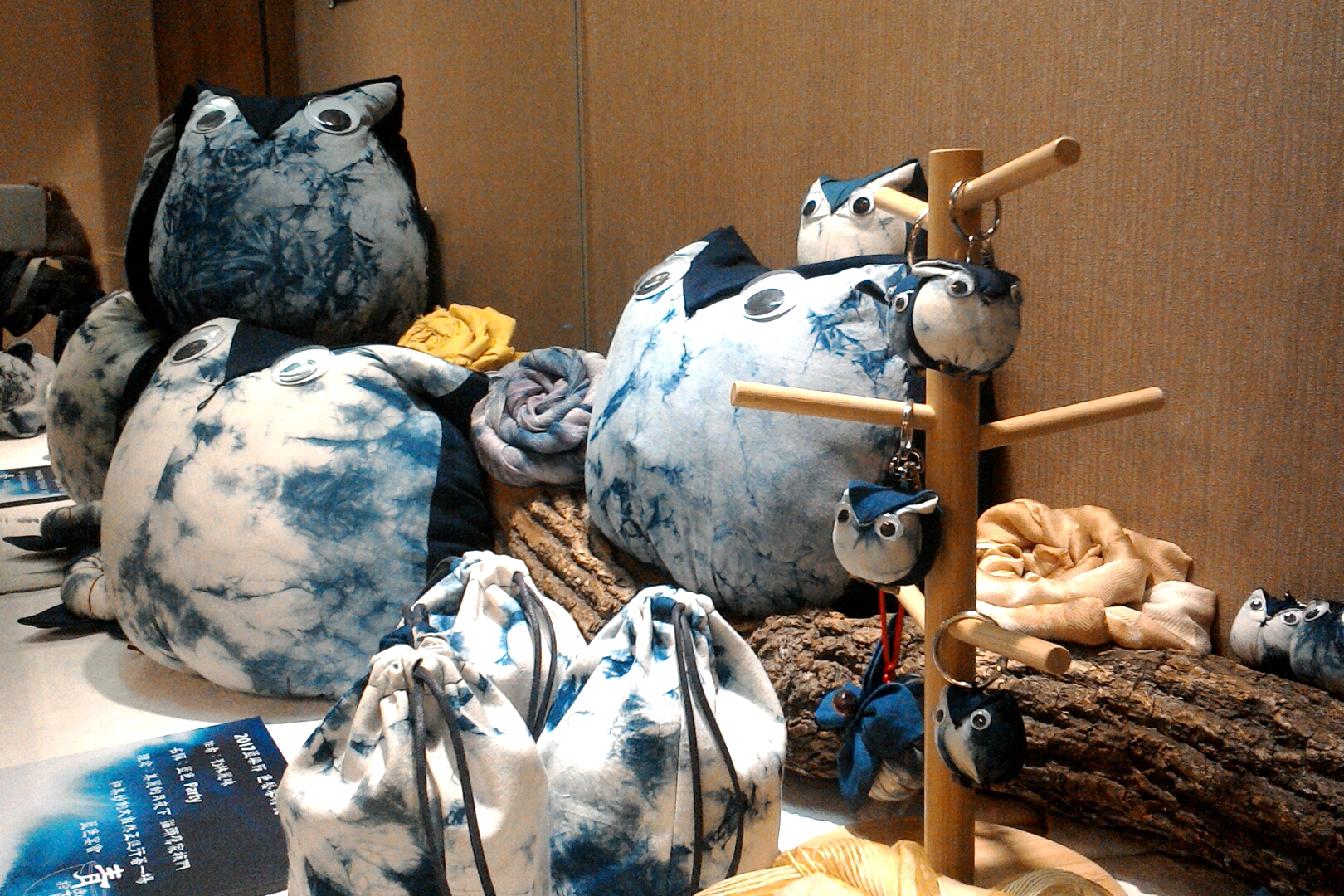
藍染布製成的手工藝品

藍染是天然染的一種，以植物或礦物天然染料把織物染成藍色的一種印染工藝。常以紮染、夾纈、蠟染、型糊染等技藝染成不同圖案。凡可制取靛青（即藍靛）的植物，均可统称为“蓝”。蓝和蓝草均为古时叫法，现在统称为藍靛。

## 歷史
在中國，藍染起源可追溯至三千多年前。早於先秦時期已有記載。《周禮•地官•司徒》有注曰：「染草藍茜象斗之屬。」，賈疏：「藍以染青，茜以染赤，象斗染黑。」，《夏小正》「五月，啟灌蓼藍。」，《詩經·小雅·采藍》「終朝采藍，不盈一詹。」，《說文》「藍，染青草也。」，《荀子勸學》「青，取之於藍而青於藍。」。
在古埃及也使用藍染，人們於第五王朝已使用藍靛來染色，中王國時期，藍染已廣泛應用於織物上。藍靛的這種發酵還原技術在春秋戰國時期已開始使用，而且該種古老的方法至今仍在沿用。大約西元前100年，印度始制成靛藍，採用尿發酵法染藍。

## 藍染原料

### 植物染料
李時珍在《本草綱目》中將藍草分為菘、蓼、馬、木、莧五種藍。目前世界主要的藍染材料有四大類，木藍（又稱小菁）、山藍、蓼藍(日本的主要藍色染料原料)、菘藍（十字花科或油菜科）， 各分佈不同緯度氣候環境。

## 染料製作
亞洲多數國家採採生葉浸水的「沉澱法」製靛技術。「採菁」後，放入「菁礐」將藍草浸漬先溶出水溶性藍色素，再投入石灰乳急劇擊水即「打藍」、「打菁」，攪拌氧化變成藍泡沫的非溶性藍靛素，待其沉澱過濾即得到泥狀藍靛染料，藍靛染料又稱「藍泥」、「泥藍」或「藍澱」，水份較少土塊膏狀稱為 「藍靛」或「靛青」，俗稱「菁膏」。接下來「建藍」，將泥藍發酵還原藍色，以草木灰製作鹼水；將藍靛和幫助染液發酵的營養劑加入鹼水，自然發酵直到藍靛染液成型「出色」，便可用來染布。

## 藍染工藝
藍染工藝依照技術特性常見有下列幾項：

### 素地藍染
將白布直接在藍染缸染色。

### 縫紮藍染
將圖案在布料上繪稿，沿著圖樣以針線將之縫合，將每條縫線拉緊打結後浸染。

### 夾纈藍染
以耐水木版雕刻透空花版，白布對折夾於兩片相同兔案木雕版間浸染，造型圖案對稱。

### 畫蠟藍染
筆沾熔蠟之後在布面上作畫，白布正反二面皆需作畫，然後將之浸染，浸染後的布加以皂煮脫蠟。

### 型糊藍染
以耐水柿汁型紙雕刻型版，置版於布上刮糊形成防染功能，乾燥後以浸染方式藍染。防染糊劑分為黃豆糊與糯米糊等。

## 臺灣的藍染發展
藍靛在臺灣的發展自 17 世紀荷蘭時，以歐洲市場為主。明鄭時代由漢人經營，以東亞各國及島內市場為消費對象，並延續至清代。清初因大陸市場的需求及土地使用的考量，藍靛業繼續在臺發展，至 18 世紀末遍及西部平原。初期臺灣藍靛產業的品質與產量已奠定初步的規模，為了應付市場需求，商人資金投入藍靛產業，並在新店，景美溪流域的木柵、深坑、石碇、坪林一帶大規模開墾種植。同時臺灣的染布業也逐漸興起，至 1870 年代後期，染布業因大陸市場的需求規模擴增，帶動臺灣經濟型態的轉型，也使得原屬外銷的藍靛染料，大量轉入臺灣染坊，以染色布匹的形式出口。臺南、鹿港、萬華、大稻埕、三峽等地染坊林立，但是在二十世紀初期化學染料取代了植物染料，進口洋布的替代等原因，臺灣藍染工藝產業逐漸沒落，直至 1940 年臺灣藍染產業全面停產。
「菁礐」是浸泡大菁，生產藍澱的特殊設施。尤以臺灣北部山區的分布最多最密集，菁礐遺址卻是昔日藍染產業鼎盛見證的文化地景。臺灣中部的埔里，臺灣南部的嘉義梅山，台南白河亦有分布。
20世紀之後，因社區總體營造意識抬頭，國立臺灣工藝研究所之投注研究，藍染工藝開始被復原與推廣，加上藍染植物的復育與藍染技術的提升，臺灣藍染工藝再次興起，新北三峽（三角湧文化協會）、苗栗三義（卓也小屋）、及台南後壁為當前較具代表性的藍染社區工藝。

## 藍染織物
- 藍印花布
- 琉球藍型
- 客家藍衫
- 阿波藍（日语：阿波藍）
- 青縞（日语：青縞）

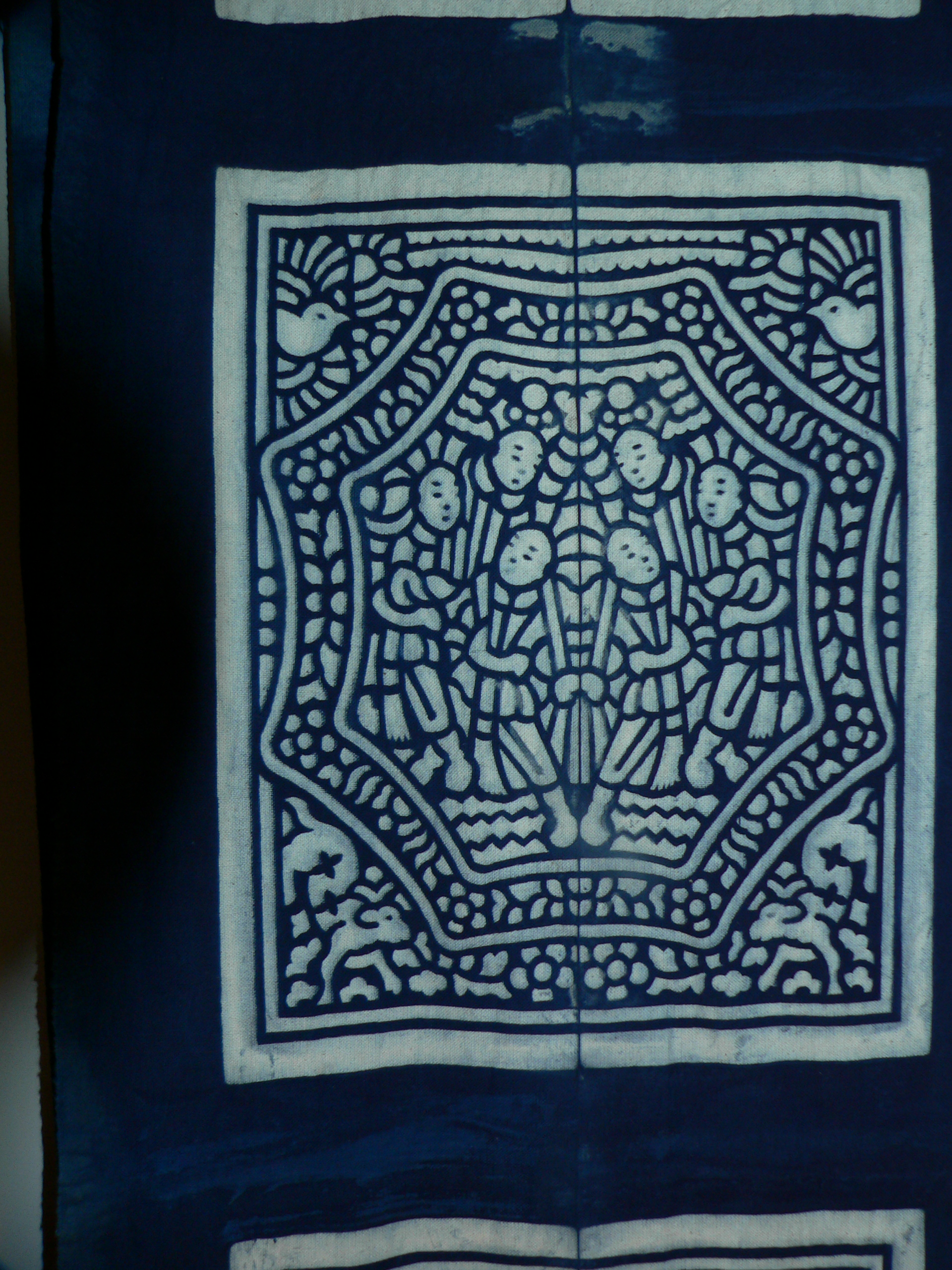
藍染夾纈印花布
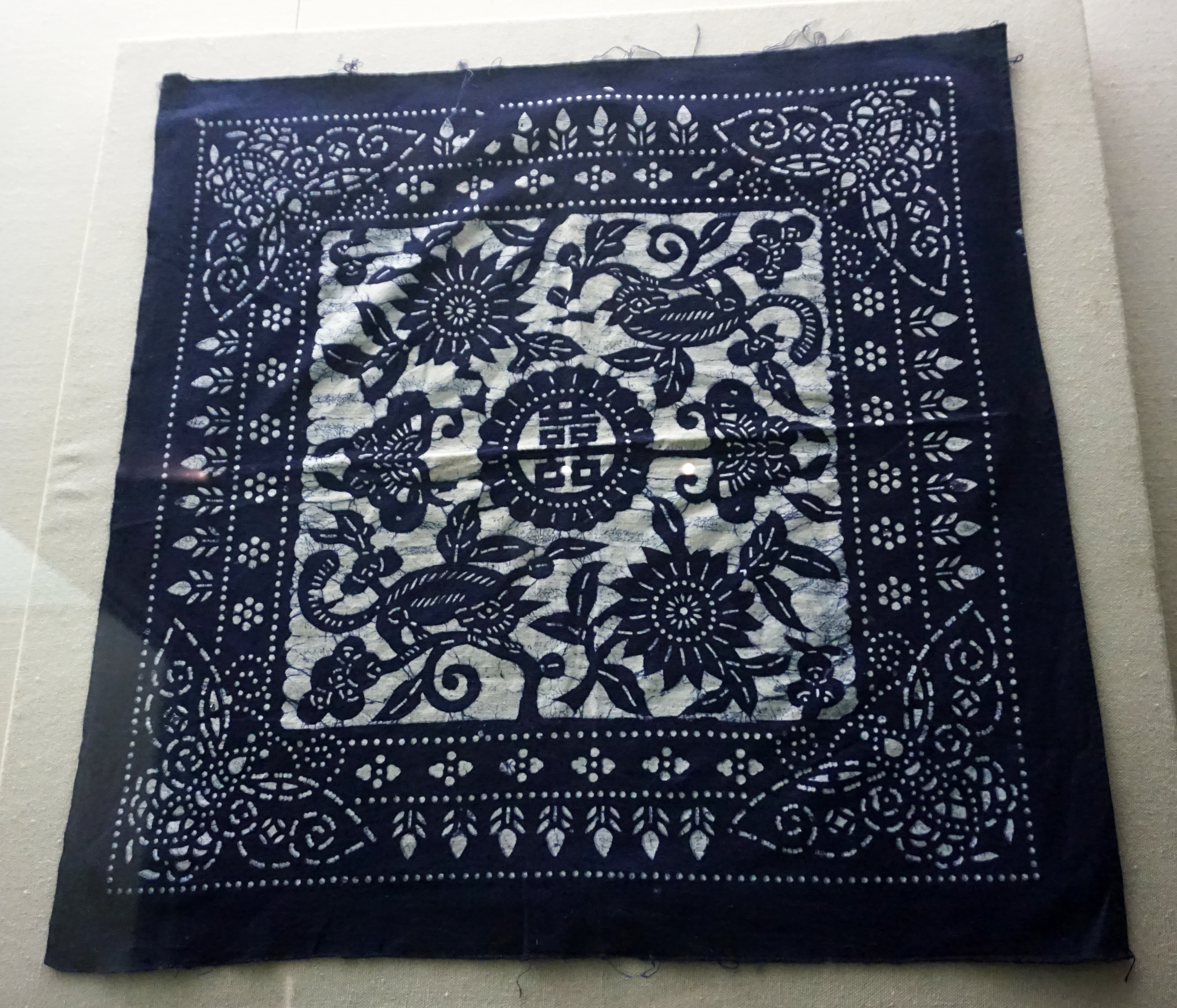
蓝印花囍字纹包袱布。浙江博物馆藏。
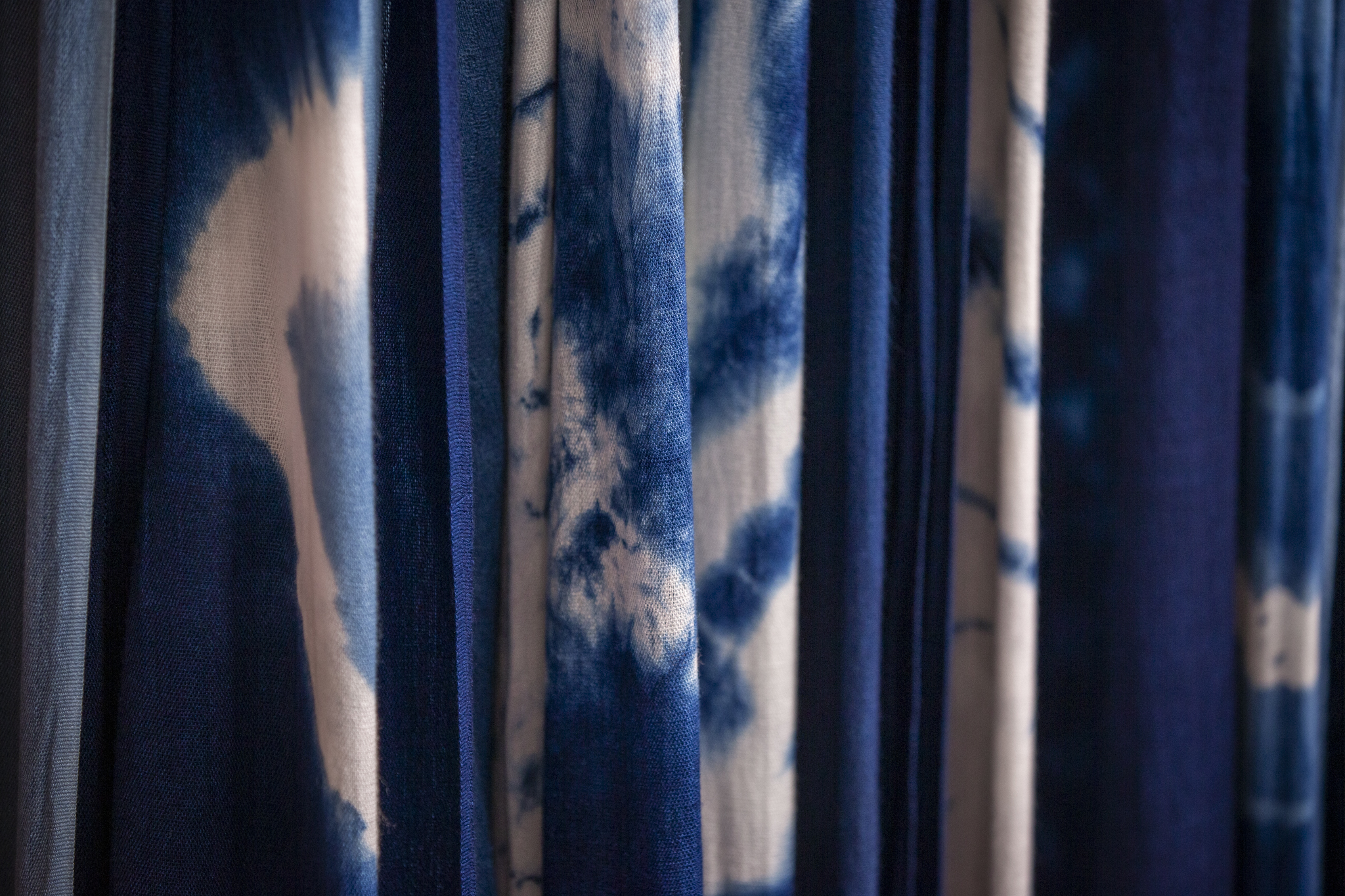
臺灣藍染紮染布
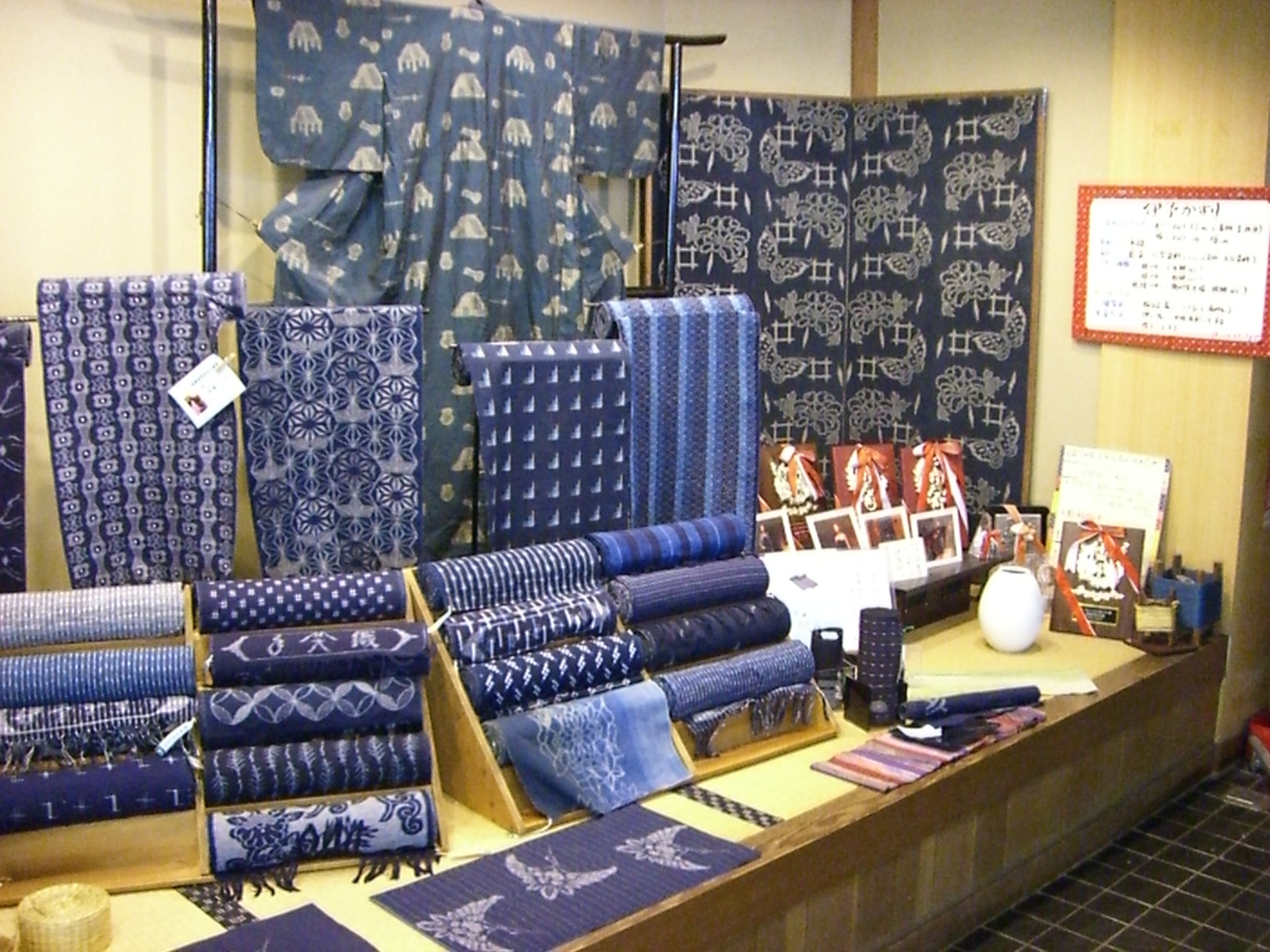
不同圖案的日本藍染布
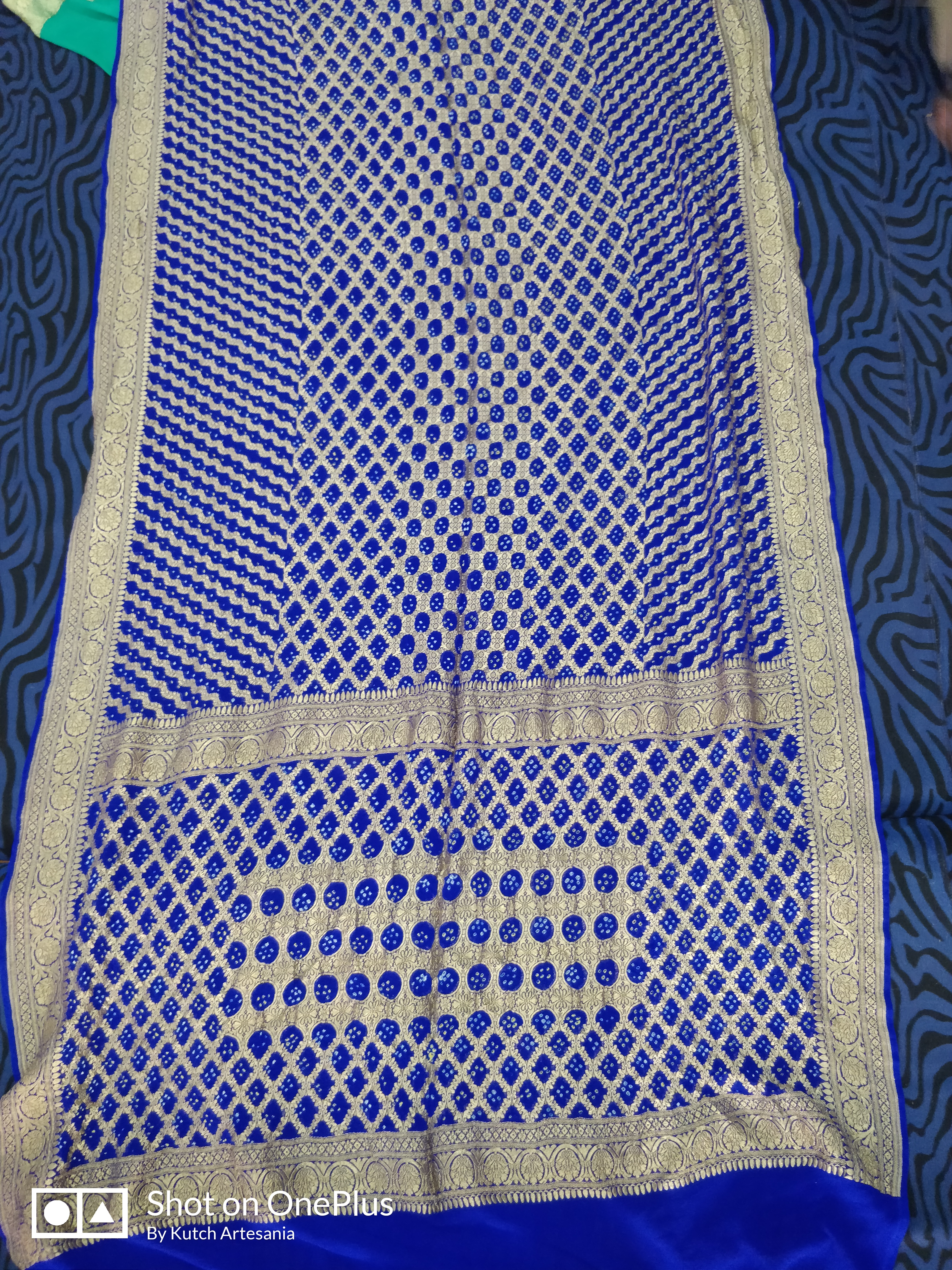
印度藍染紮染絲綢莎麗
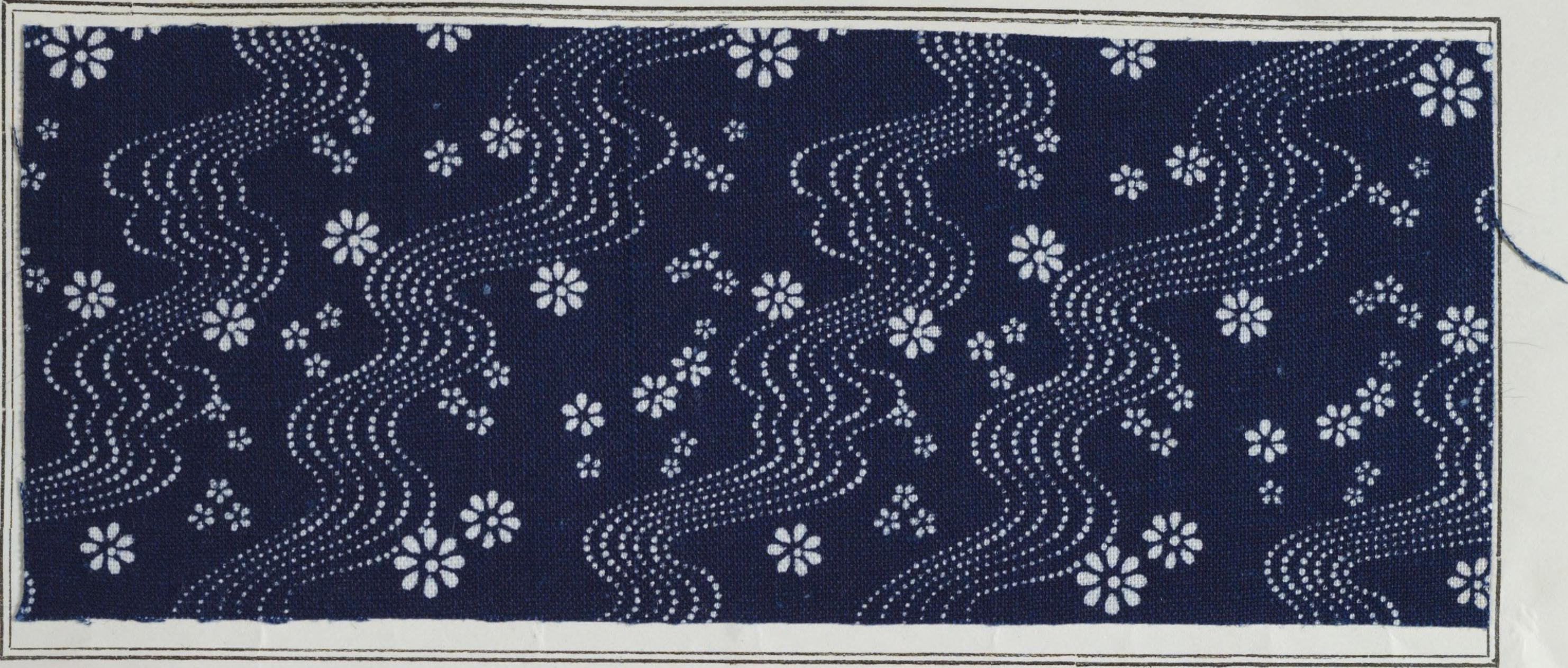
1900年的德國藍染印花布
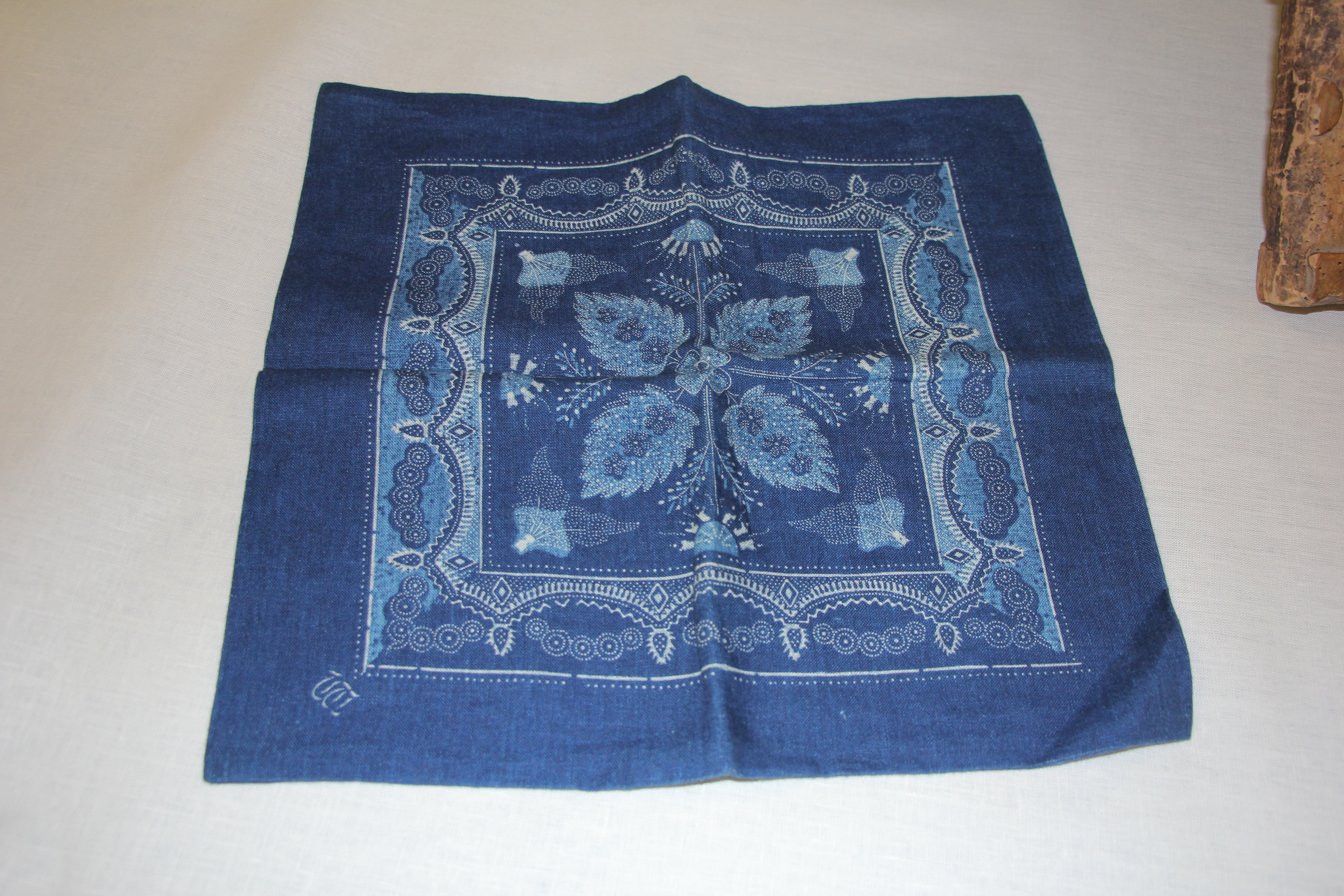
奧地利藍染印花布
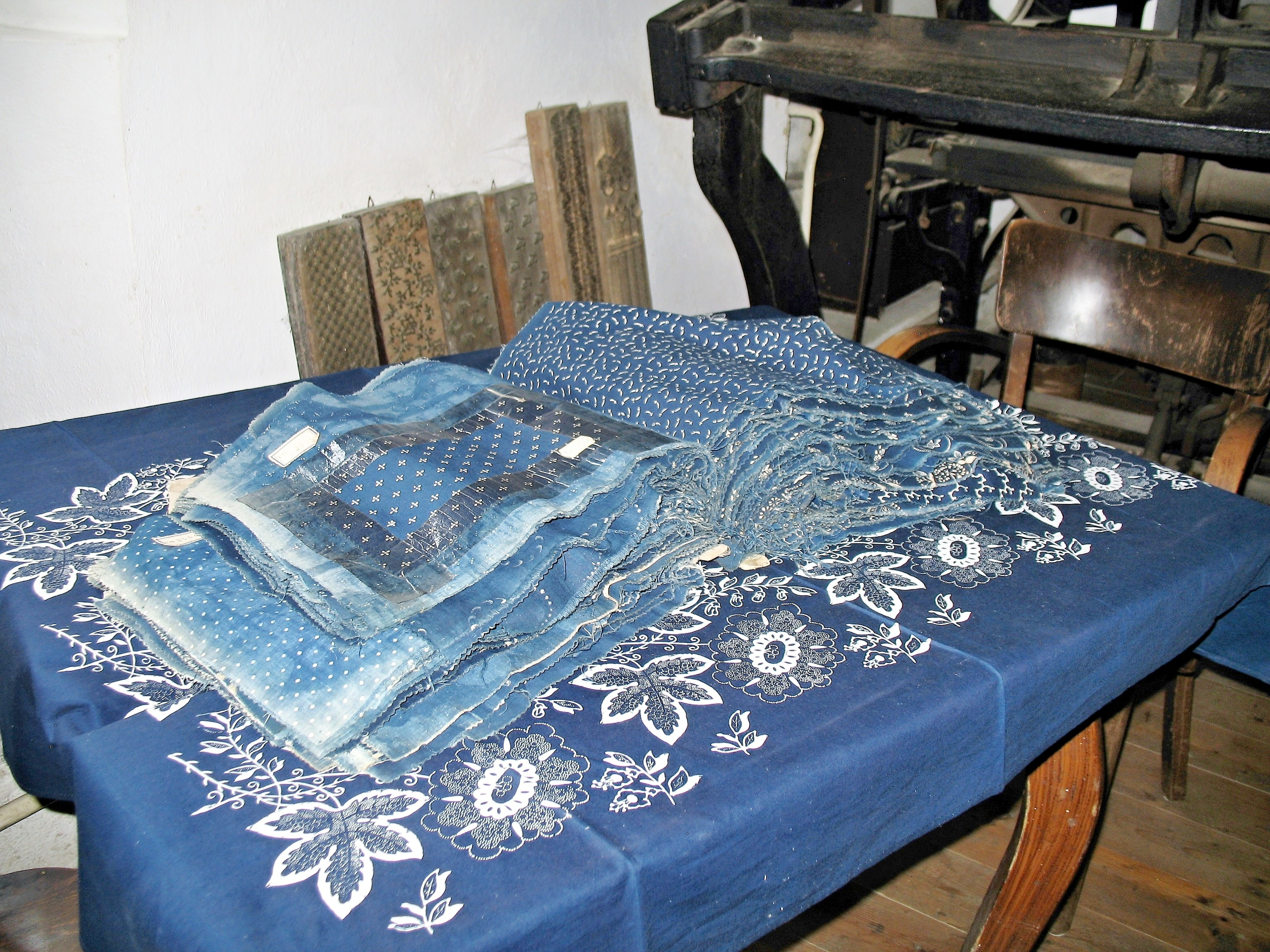
不同圖案的捷克藍染布
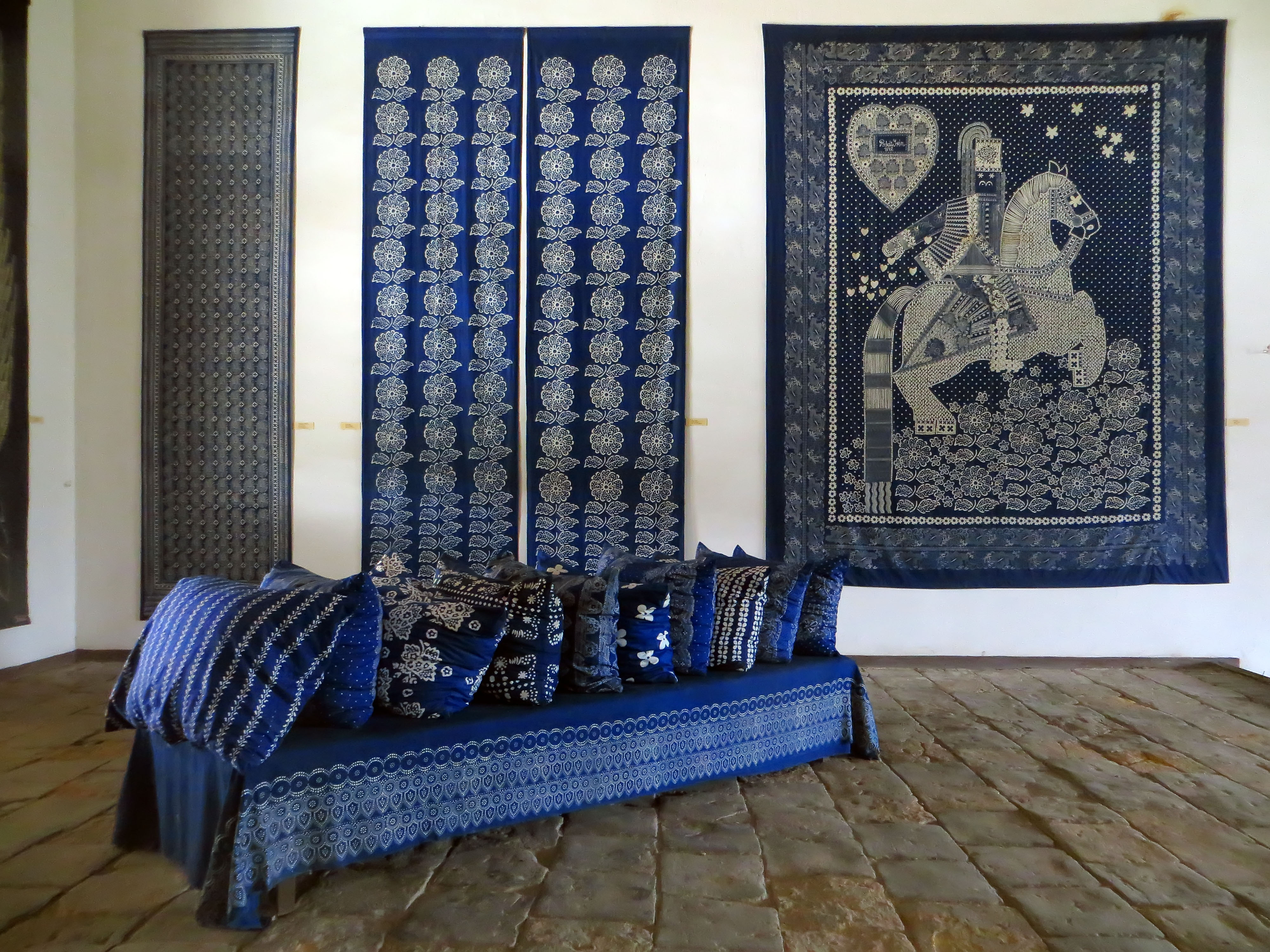
匈牙利藍染印花布
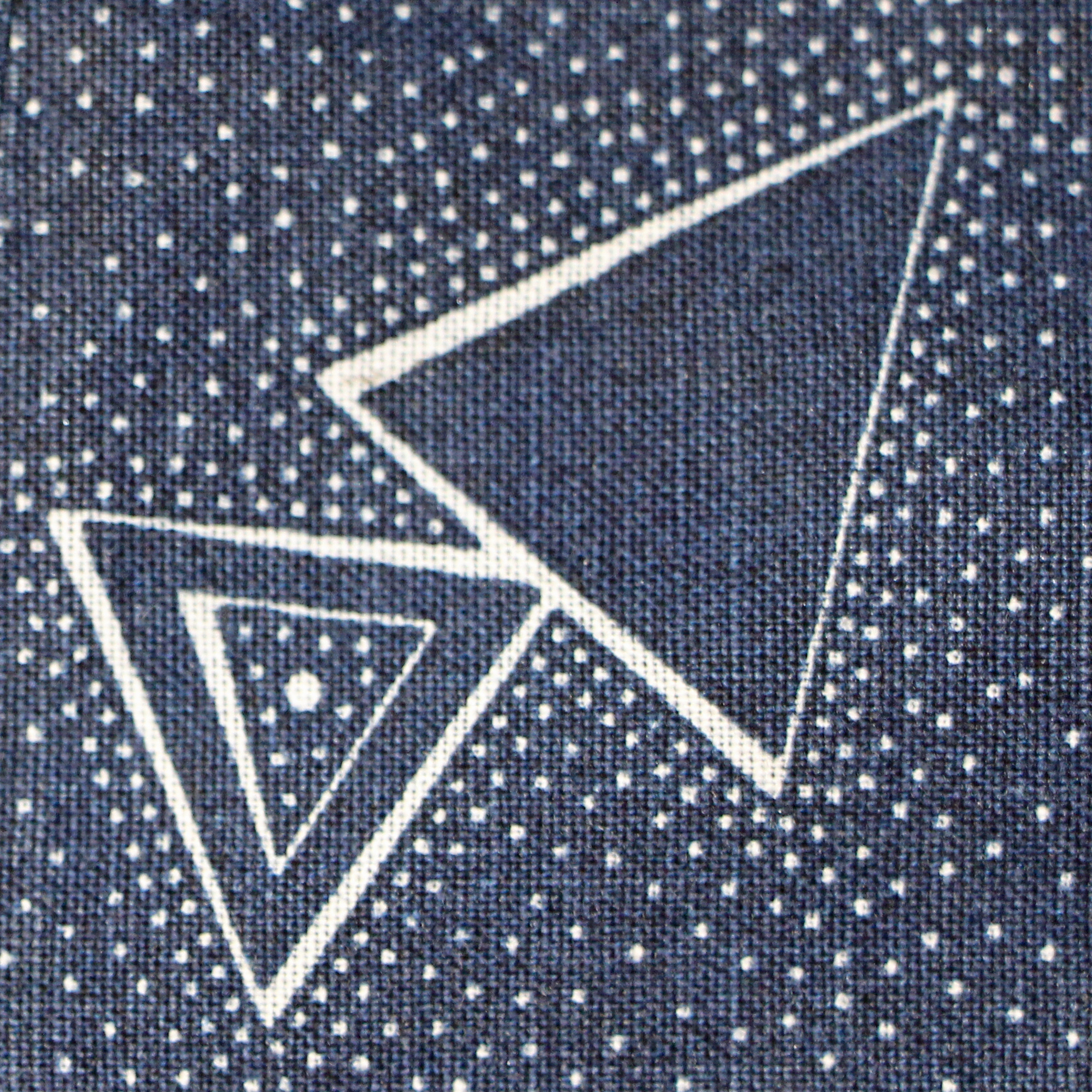
南非藍染印花布